# Protonebula albimaculata
Protonebula albimaculata är en fjärilsart som beskrevs av Louis Beethoven Prout 1939. Protonebula albimaculata ingår i släktet Protonebula och familjen mätare. Inga underarter finns listade i Catalogue of Life.